# 翁方綱
翁方綱（1733年—1818年），字忠敘，一字正三，號覃谿，晚号苏斋，順天府大興縣（今屬北京市）人。清代书法家、文学家、金石学家。

## 生平
乾隆十七年（1752年）壬申恩科進士。選庶吉士，散館授編修。歷官國子監司業、內閣學士等，後出督廣東、江西學政。乾隆五十六年（1791年）辛亥九月十七日，提督山东学政。五十八年（1793 年）癸丑六月二十三日，奉旨回京供职。嘉慶四年（1799年），左遷鴻臚寺卿。嘉慶十二年（1807年），重赴鹿鳴宴，獲賜三品銜。嘉慶十九年（1814年），再赴恩榮宴，加二品銜，其時年已八十二歲。嘉慶二十三年（1818年）卒。

## 著作

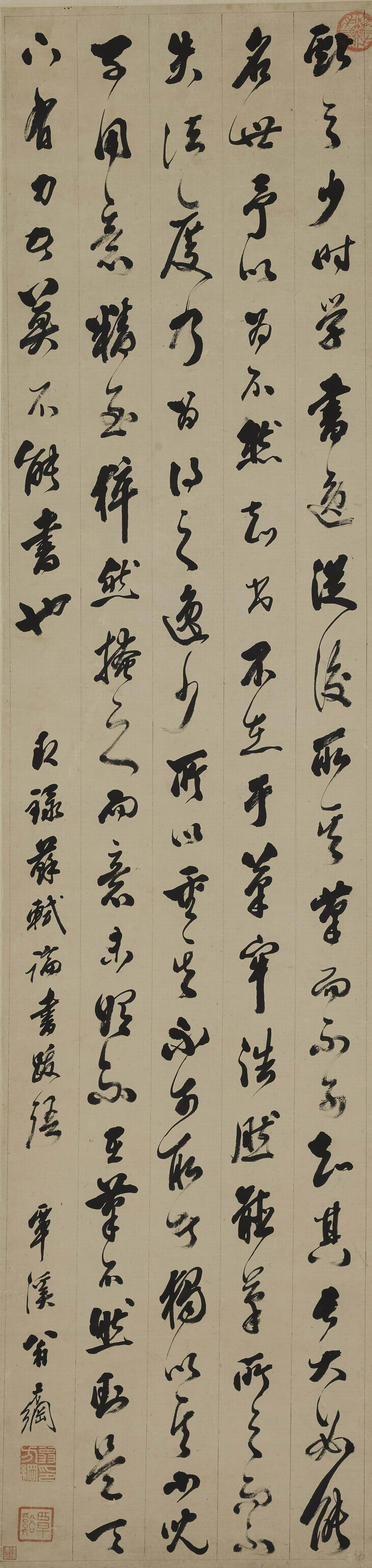
翁方纲 行书苏轼论书轴，藏于上海博物馆

翁方綱精研經學，曾作《書經》、《禮經》、《論語》、《孟子》等書的筆記。精於金石學，著有《兩漢金石記》、《粤東金石略》、《漢石經殘字考》、《焦山鼎铭考》、《庙堂碑唐本存字》、《复初堂集》、《复初斋诗集》（曹振镛、蒋攸铦后序）、《石洲詩話》等。

## 延伸阅读
[在维基数据编辑]
 《清史稿·卷485》，出自趙爾巽《清史稿》
 在维基共享资源阅览影像

## 外部連結
- 翁方綱 （页面存档备份，存于） 中研院史語所